# Stoke-by-Clare
Stoke-by-Clare – wieś w Anglii, w hrabstwie Suffolk, w dystrykcie West Suffolk. Leży 43 km na zachód od miasta Ipswich i 77 km na północny wschód od Londynu.